# Bois lamellé croisé
Pour les articles homonymes, voir CLT.

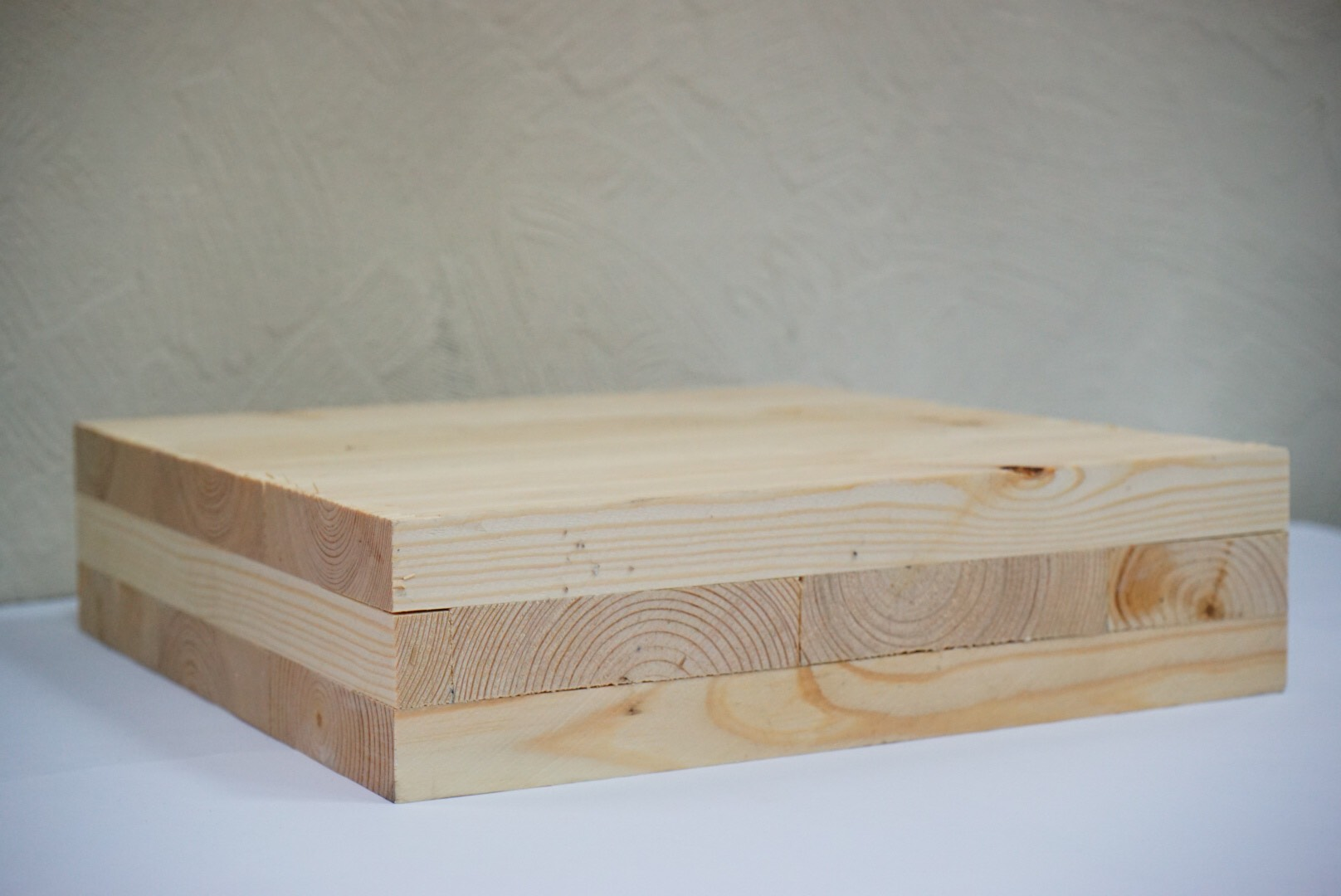
Bois lamellé croisé composé de trois couches en épicéa.

Le bois lamellé croisé (cross laminated timber, CLT ou X-Lam en anglais) est un matériau de construction à base de bois, qui se présente sous la forme d'un panneau multi-couche constitué de trois à onze couches (le nombre de couches est généralement impair) de lamelles ou lames de bois (en général des planches d'une trentaine de millimètres d'épaisseur) collées entre elles. Chaque couche contient des lamelles disposées dans un seul sens. Les couches sont croisées à 90 degrés et collées entre elles. Ceci afin d'augmenter la rigidité et la stabilité des panneaux dans toutes les directions. Le croisement des couches évite aussi la propagation des fissures. Les panneaux de CLT font au maximum 20 mètres de long sur 4 mètres de large, à la fois pour des raisons de poids du panneau et de transport.

## Bois lamellé collé versus bois lamellé croisé
La principale différence entre le bois lamellé croisé et le bois lamellé collé est le sens des lamelles : alors que dans le bois lamellé collé, toutes les lamelles de toutes les couches sont parallèles, dans le bois lamellé croisé, les lamelles des couches adjacentes sont transversales.

## Fabrication
Le procédé de fabrication correspond à celui du bois lamellé collé, mais le sens de l'installation des lamelles est différent. Les colles utilisées sont à base de phénol-résorcine-formaldéhyde (PRF), de polyuréthane (PUR) ou d'émulsion de polymère isocyanate (EPI). Les lamelles peuvent être assemblées les unes au bout des autres, procédé appelé aboutage, pour obtenir des éléments de grande longueur. Les panneaux  CLT sont fabriqués en usine avec des sciages de sapin, épicéa, pin maritime, pin sylvestre ou douglas.

## Propriétés
Grâce au collage croisé entre les couches de lamelles, le bois lamellé croisé possède de bien meilleures propriétés mécaniques et une meilleure stabilité dimensionnelle que le bois massif. 

## Applications

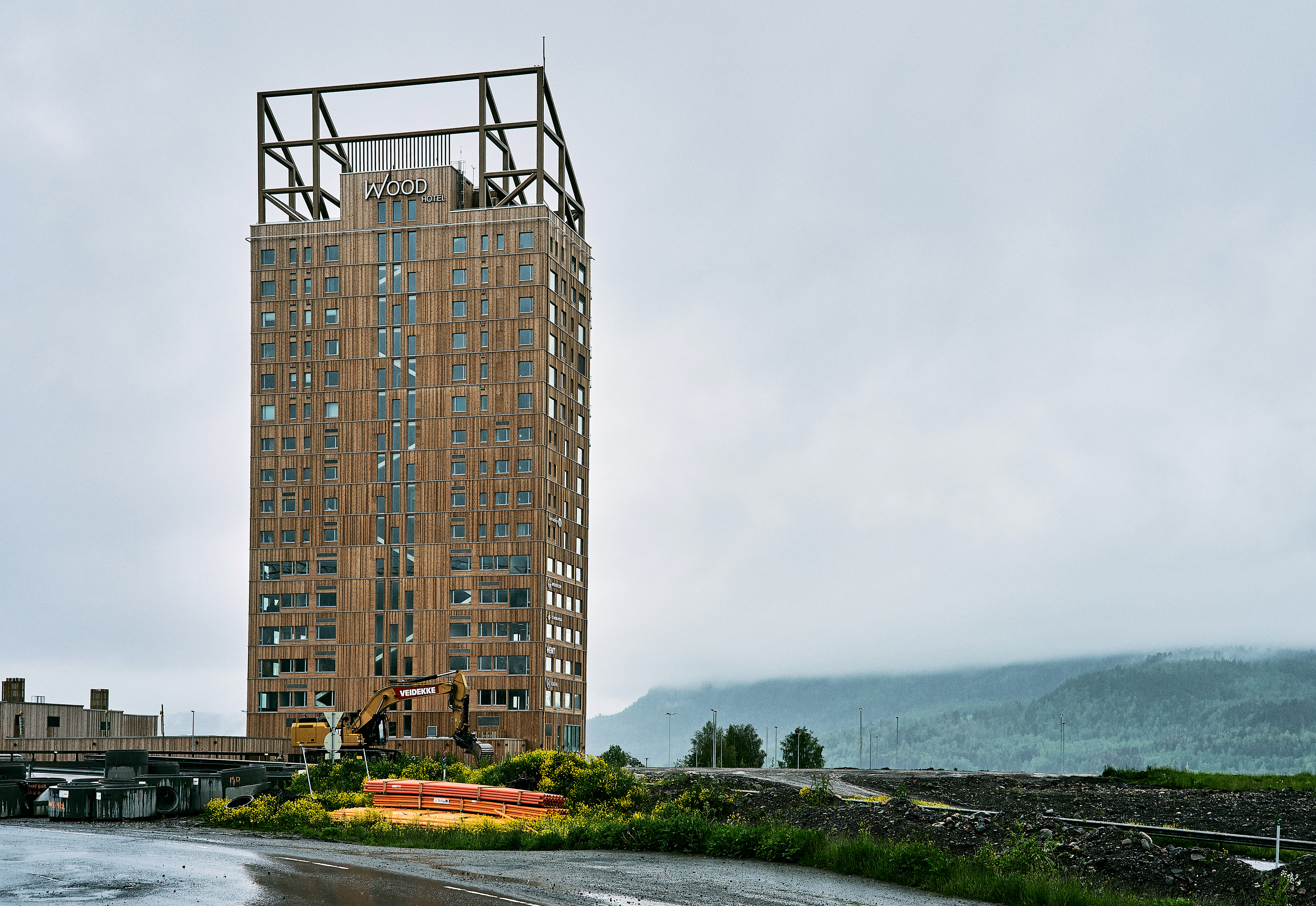
La plus grande construction en bois lamellé croisé en Norvège.

Le bois lamellé croisé est employé sur de longues portées : planchers, murs porteurs, toits. 
Le Stadthaus, un complexe d'appartements de huit étages à Londres, en Angleterre, a été réalisé avec des panneaux de bois lamellé croisé,. 
L'immeuble Sensations à Strasbourg, réalisé entièrement en bois (y compris le noyau du bâtiment) avec 11 étages et 38 m de haut, a été inauguré le 11 juin 2019.
Au Canada, où plus de 500 projets d'édifices de hauteur moyenne étaient en cours en 2019, la ville de Vancouver a accepté un projet de tour de 40 étages, qui sera la plus haute du monde de ce genre lorsqu'elle sera achevée en 2020. Ce record sera dépassé avec la tour de 70 étages, également en CLT, que le groupe Sumitomo planifie à Tokyo pour 2024.

## Recherche
Le bois lamellé croisé est de plus en plus utilisé dans la construction en Europe, en témoigne le projet du « Quai de la Borde » à Ris-Orangis en France. Mais il consomme beaucoup de bois et son coût de production est élevé, en comparaison du bois massif. Il est également décrié par certains à cause des colles utilisées, et de l'impossibilité de recyclage qui découlent de l'usage de ces colles. Aussi l'Europe a-t-elle lancé un programme de recherche pour développer le CLT hybride, afin de gagner en performance, en coût et en consommation de bois.